# عبد الله حمود
عبدالله حمود (من مواليد 19 آذار 1990 م) هو سياسي أمريكي يشغل منصب عمدة ديربورن في ميشيغان، وهو السابع في المنصب [الإنجليزية] بدأ منذ عام 2022. كان حمود عضوًا في الحزب الديمقراطي، وخدم سابقًا في مجلس نواب ميشيغان، ممثلًا للمنطقة الخامسة عشرة [الإنجليزية] من عام 2017 إلى عام 2021 م.
حمود هو أول عربي أمريكي وأول أمريكي من أصل لبناني وأول مسلم يشغل منصب عمدة مدينة ديربورن، كما أنه ثاني أصغر عمدة في تاريخ المدينة. ويُعتبر انتخابه تاريخيًا حيث تعد المدينة موطنًا لأحد أكبر التجمعات السكانية من الشرق الأوسط والمسلمين بالنسبة لعدد السكان في الولايات المتحدة.